# The Stooges (альбом)
The Stooges — дебютний студійний альбом гурту «The Stooges», випущений у серпні 1969 року, лейблом Elektra Records.

## Композиції

### Сторона A
1. "1969" – 4:05
2. "I Wanna Be Your Dog" – 3:09
3. "We Will Fall" – 10:18

### Сторона B
1. "No Fun" – 5:15
2. "Real Cool Time" – 2:32
3. "Ann" – 2:59
4. "Not Right" – 2:51
5. "Little Doll" – 3:20

## Перевидання 2005 року
1. "No Fun" (Original John Cale mix) – 4:43
2. "1969" (Original John Cale mix) – 2:45
3. "I Wanna Be Your Dog" (Original John Cale mix) – 3:26
4. "Little Doll" (Original John Cale mix) – 2:49
5. "1969" (alternate vocal) – 4:47
6. "I Wanna Be Your Dog" (alternate vocal) – 3:28
7. "Not Right" (alternate vocal) – 3:12
8. "Real Cool Time" (alternate mix) – 3:22
9. "Ann" (full version) – 7:52
10. "No Fun" (full version) – 6:49

## Персоналії
- Іґґі Поп - вокал (означений на конверті як "Iggy Stooge")
- Дейв Алекзендер - бас-гітара
- Рон Ештон - гітара, вокал
- Скотт Ештон - барабани
- Джон Кейл - Фортепіано, sleighbell ("I Wanna Be Your Dog"), скрипка ("We Will Fall")